# Обыкновенная цесарка
Обыкнове́нная цеса́рка (Numida meleagris) — птица из семейства цесарковых. Единственный вид рода Numida, устаревшее название — Numida ptilorhynca, одомашнен человеком. Характеризуются рогообразным отростком на темени и красными мясистыми бородками. В Восточной Африке именуются канга (суахили kanga, или khanga), в Южной Африке (африкаанс) также называются генефалами (букв. «гвинейская птица»), в Италии — фараонской курицей (итал. faraona).

## Внешний вид

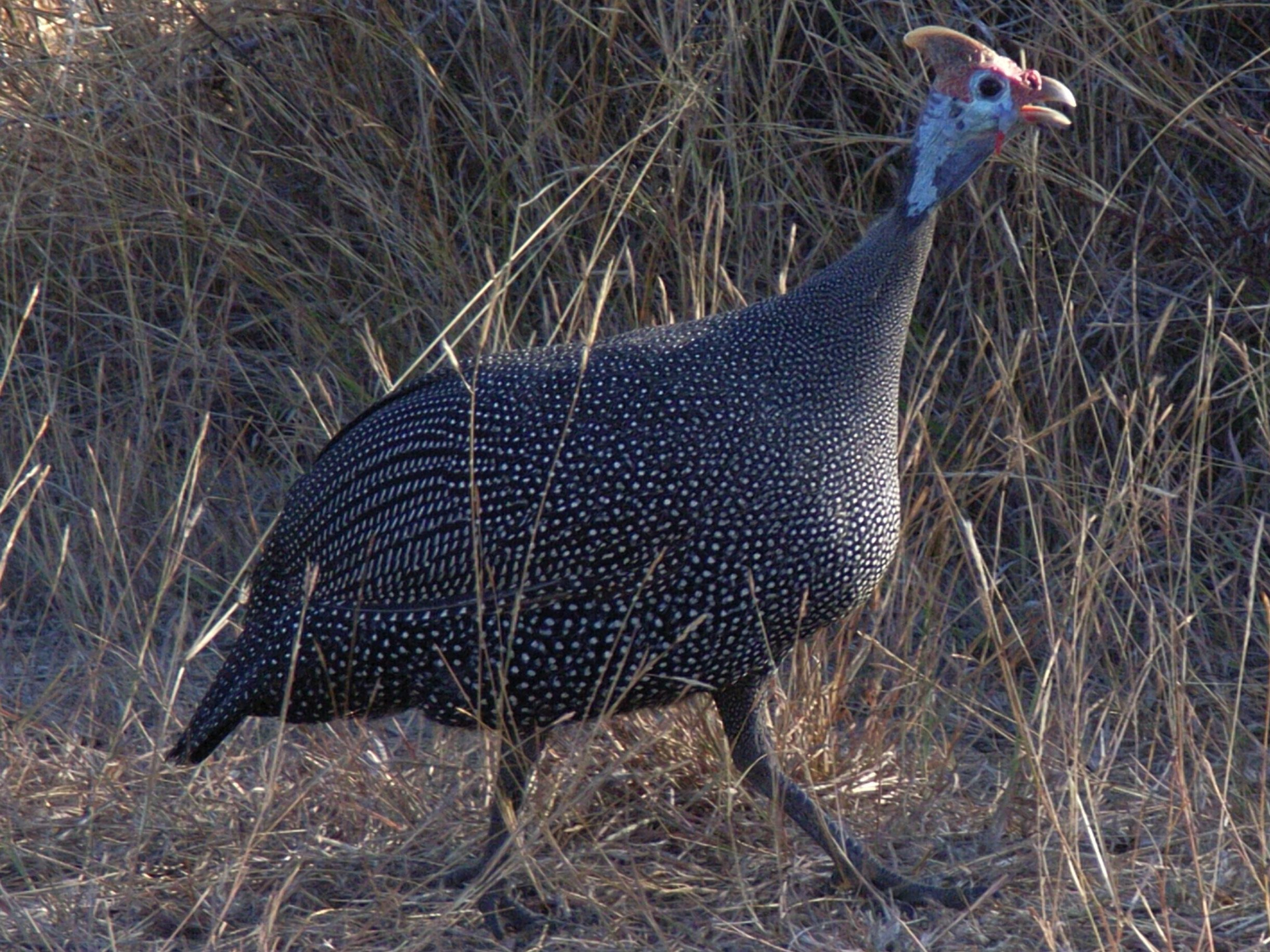
Обыкновенная цесарка в Крюгер-парке (ЮАР)

Обыкновенная цесарка отличается более или менее голой головой с разнообразными наростами или придатками, слегка крючковатым, сжатым с боков клювом умеренной величины, короткими, округлёнными крыльями и коротким хвостом, прикрытым кроющими перьями. 
Имеет мясистый рог на темени и красные мясистые отростки (бородки) у основания нижней челюсти. Голая верхняя часть груди и затылок — лилового цвета. Оперение однообразного тёмно-серого цвета с белыми круглыми пятнышками, окаймлёнными тёмными ободками.

## Распространение
Распространена в Африке (южнее пустыни Сахары) и на острове Мадагаскар. Цесарки не любят лесов и прочей густой растительности, предпочитая разреженные сухие лесостепи. Питаются насекомыми и семенами растений. Цесарки размножаются в течение так называемого сухого сезона, потому что их молодняк крайне болезненно переносит холод, сырость и влагу. Взрослые птицы гораздо менее требовательны к изменениям температуры и влажности воздуха.

## Образ жизни
Цесарки ведут стайный образ жизни, что помогает им предупреждать друг друга об опасности пронзительными криками. Хорошо бегают, в случае опасности поднимаются на крыло. Ночуют на деревьях.

## Домашняя цесарка

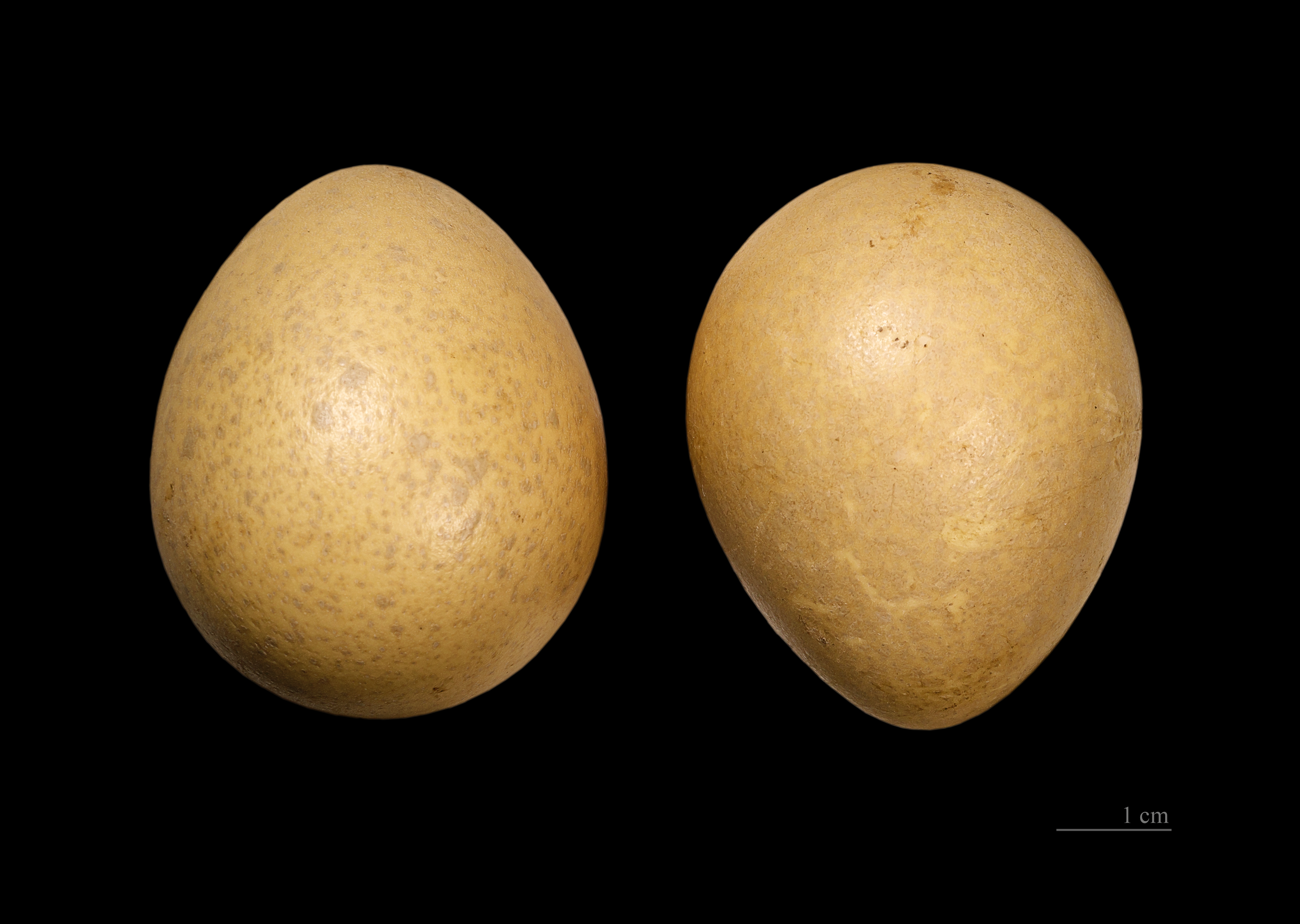
Numida meleagris

Родина одомашненной обыкновенной цесарки — Западная и центрально-южная Африка, регион Сахель, где около 5000 г. до н.э. началось её одомашнивание. В античные времена домашняя цесарка попала из Африки в Древнюю Грецию и Древний Рим.